# Prinses Alexiahaven
De Prinses Alexiahaven is een Nederlandse haven op de Rotterdamse Tweede Maasvlakte. De haven heeft een lengte van 7,62 km en is vernoemd naar Prinses Alexia der Nederlanden.